# 省原种繁殖场
省原种繁殖场是吉林省长春市公主岭市下辖的一个类似乡级单位。

## 行政区划
下辖以下地区：省原种繁殖场虚拟生活区。